# Jamaat-ul-Ahrar
Jamaat-ul-Ahrar (englisch „Assembly of the Free“, kurz JuA) ist eine Terrororganisation, die sich im August 2014 von der Tehrik-i-Taliban Pakistan abgespalten hat. Die Gruppe wurde bekannt, nachdem sie die Verantwortung für einen Selbstmordanschlag an der Grenze von Wagah 2014 übernommen hatte. Im Oktober 2017 gab es unbestätigte Berichte darüber, dass Omar Khalid, der Anführer der JuA, bei einem US-Drohnenangriff in der Provinz Paktia in Afghanistan starb.

## Anschläge
- Am 15. März 2015 übernahm die JuA die Verantwortung für einen Doppelanschlag auf zwei Kirchen in Lahore für sich, bei dem mindestens 15 Menschen ums Leben kamen und 70 verwundet wurden.[2]
- Am 31. März 2017 reklamierte die JuA einen Anschlag in Parachinar für sich, bei dem 24 Menschen starben und 68 verletzt wurden.[3]